# Famille de Harouys
La famille de Harouys était une famille noble française  éteinte au début du XVIIIe siècle, qui donna notamment quatre maires de la ville de Nantes durant le XVIe siècle et le XVIIe siècle. Elle fut maintenue noble en 1668 sur une filiation prouvée remontant à 1530.

## Histoire
Le premier membre attesté par lequel débutte la filiation est Olivier Harouys, sieur de la Rivière, vivant en 1530.

## Personnalités
- Guillaume Harouys, maire de Nantes.
- Charles Harouys (né vers 1550 − mort en septembre ou octobre 1612 à Nantes), fils du précédent, juriste, maire de Nantes.
- Louis de Harouys (né le 19 octobre 1583 à Nantes et baptisé à Sainte-Croix - mort le 15 mars 1656 à Nantes), fils du précédent, écuyer, seigneur de la Rivière et de la Seilleraye, premier président de la Chambre des comptes, conseiller d'État, intendant de justice et maire de Nantes.
- Jean de Harouys (né le 25 mars 1588 à Nantes et baptisé à Sainte-Croix), frère du précédent, est seigneur de L'espinay, procureur des États de Bretagne (1616), conseiller du roi, président du présidial (1620) et maire de Nantes.
- Guillaume d'Harouys de La Seilleraye (1611-1699), trésorier des États de Bretagne de 1657 à 1687. Il est emprisonné à la prison de la Bastille, ou il meurt.
- André d'Harouys de La Seilleraye (1661-1731), conseiller au parlement de Paris, maître des requêtes, intendant de Franche-Comté de 1700 à 1703, puis de Champagne de 1703 à 1711.

### Galerie de portraits

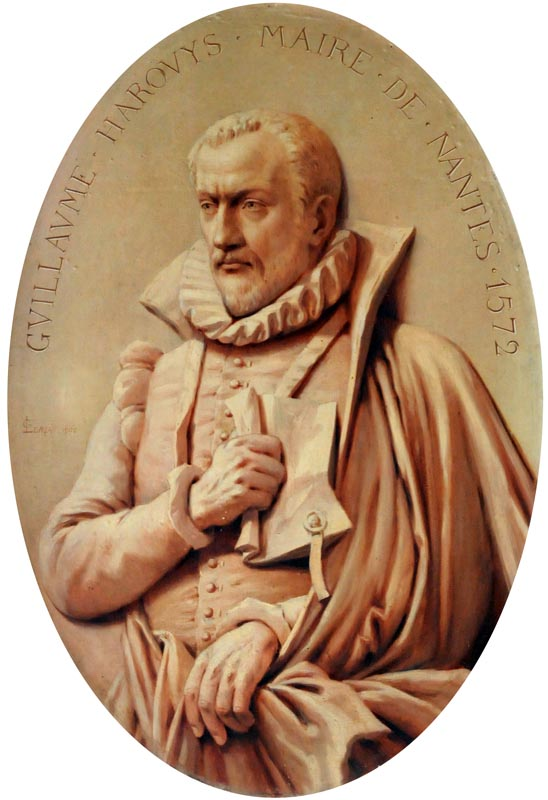
Guillaume Harouys
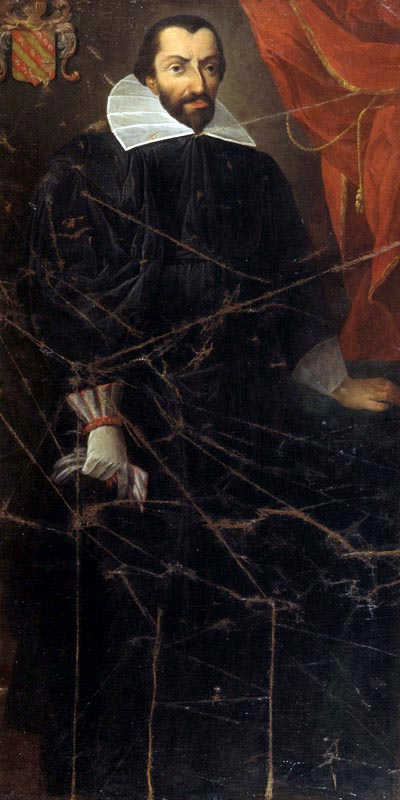
Charles Harouys (1550-1612)
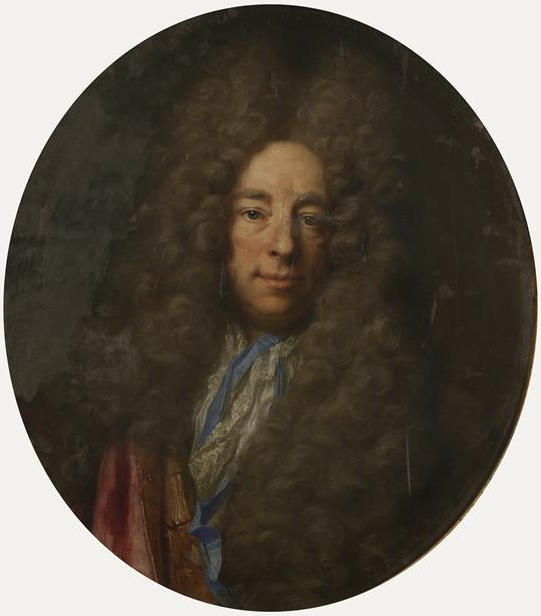
Guillaume de Harouys de La Seilleraye (1611-1699)

## Armes
| Image | Armoiries de la famille                                                                           |
| ----- | ------------------------------------------------------------------------------------------------- |
|       | Famille Harouys. D'or à trois bandes de gueules, chargées chacune de trois têtes de licorne d'or. |

## Possessions
- Hôtel de Goulaine de Harrouys
- Château de la Seilleraye[réf. nécessaire]
- Château de l'Épinay[réf. nécessaire]

## Alliances notables
Les principales alliances de la famille sont : Bernard de La Turmelière, Bautru, de Péréfixe, de Becdelièvre, de Coulanges, Quentin de Richebourg.